# Richard Tarlton

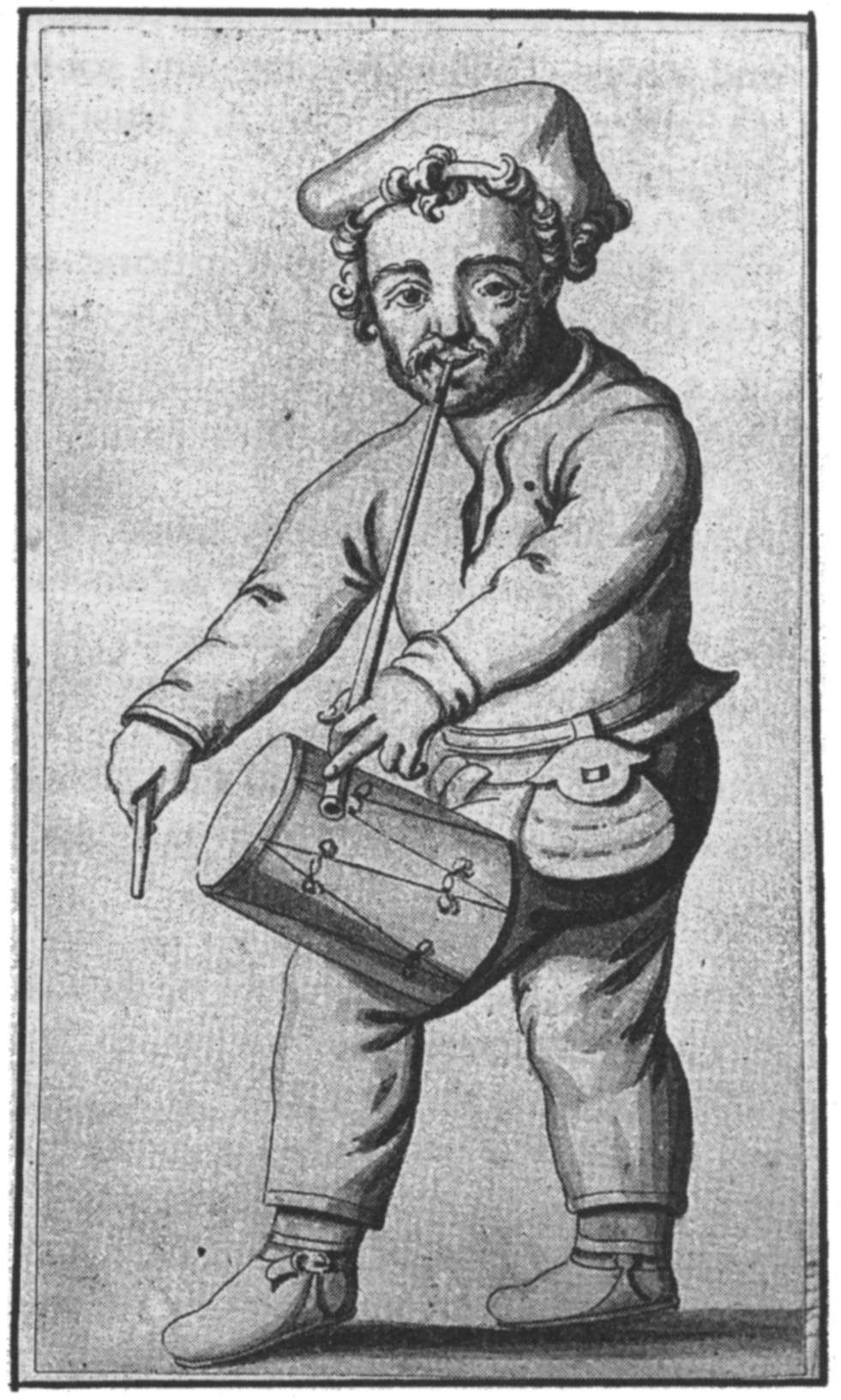
Richard Tarlton.

Richard Tarlton, död i september 1588 (födelseåret okänt), var en engelsk komiker.
Tarlton anställdes 1583 som aktör och lustighetsmakare hos drottning Elisabet samt blev ofantligt populär även genom sina improviserade knittelverser. Många skämtvisor, kvicka infall och upptåg, delvis av äldre upprinnelse, har tillskrivits honom. Han tros vara förebilden till den hovnarr Yorick, som Shakespeare låter Hamlet skildra (i 5:e akten, scenen med dödgrävarna).